# Rita Pavone
Rita Ori Filomena Merck-Pavone (de soltera Pavone; Turín, Piamonte, 23 de agosto de 1945) es una cantante pop, actriz y corista italo-suiza que logró gran popularidad en la década de 1960. Debido a su cabellera pelirroja, en Italia recibió el apodo de pel di carota ('pelo de zanahoria').
En 1962 fue descubierta por quien fue primero su representante y luego su marido, Teddy Reno. Entre sus canciones más conocidas están «La partita di pallone» (1963), «Cuore» (1963) y «Che m’importa del mondo» (1964).

## Biografía
Hizo su debut en la primera edición del Festival de desconocidos de Ariccia en 1962. El patrón del festival fue el cantante Teddy Reno, que se casó con Rita en 1968 en Suiza, después de una serie de controversias (debido a la diferencia de edad considerable entre los dos, y en especial al hecho de que Teddy Reno ya había estado casado y tenía un hijo con su primera esposa, Vania Protti). Tienen dos hijos, Alexander y George, y deciden vivir en Suiza desde 1968. 
Poco después de su inicio se hizo famosa. Sustituye a Mina Mazzini, cuando ésta quedó embarazada de su hijo Massimiliano, que tuvo con el actor Corrado Pani) en el programa de televisión Studio Uno en la noche del sábado, convirtiéndose en un favorito de los adolescentes. Salen uno tras otro sencillos de gran éxito: «La partita di pallone e Sul cucuzzolo» escrito por Edoardo Vianello, «Alla mia età», «Come te non c’è nessuno», «Cuore» (con su versión en inglés «Heart (I Hear Your Beat)», de B. Mann y C. Weil), «Il ballo del mattone», «Non è facile avere 18 anni», «Datemi un martello» (letra cover de Sergio Bardotti de la canción «If I Had a Hammer»), «Che m’importa del mondo», «Viva la pappa col pomodoro», «Solo tu», «Stasera con te», canción del programa televisivo Stasera Rita dirigido por Antonello Falqui, «Qui ritornerà», «Il geghegè», tema de los episodios que vio a su protagonista en Studio Uno, 1966, «Fortissimo», «La zanzara», «Gira gira» y «Questo nostro amore».
Es protagonista, en 1964, de la serie de televisión Il giornalino di Gian Burrasca, adaptación de la célebre novela para niños de Vamba y dirigida por Lina Wertmüller, con música de Nino Rota, orquestada por Luis Enríquez Bacalov. En el mismo año, su popularidad le valió la atención de Umberto Eco en el prólogo de su ensayo titulado Le canzoni della cattiva coscienza. En 1965 ganó el Cantagiro con «Lui». Empieza a hacer películas obteniendo ingresos multimillonarios, mostrando una gran vitalidad como artista e incluso cantando sus canciones (musicales). La primera película fue Rita, la figlia americana con Totò y dirigida por Piero Vivarelli. La segunda en 1966 Rita la zanzara, con Giancarlo Giannini y dirigida por Lina Wertmüller, y Non stuzzicate la zanzara con Giancarlo Giannini y Giulietta Masina y siempre dirigida por Lina Wertmüller. En 1967, Little Rita nel West con Terence Hill y dirigida por Ferdinando Baldi y La Feldmarescialla con Terence Hill y dirigida por Steno.
El matrimonio en 1968, tiene un efecto desestabilizador en su carrera. En 1969 participó por primera vez en el Festival de San Remo con la canción «Zucchero». No hubo suerte en su retorno en 1970 con «Ahi ahi ragazzo!» y en 1972 con «Amici mai».
En este segundo período de su carrera, toma el camino más difícil de la composición de canciones: interpreta canciones de Claudio Baglioni, «La suggestione» traducida en francés como «Bonjour la France», obteniendo un historial de éxito excelente en la región transalpina, y de Amedeo Minghi; ofrece versiones personales de «Io che amo solo te» de Sergio Endrigo y «Sapore di sale» de Gino Paoli (arreglos de Victor Bach); se convierte en la autora de las letras de sus canciones como «La valigia» de 1985.
Es también significativa su presencia como actriz de teatro: en 1975 con Erminio Macario en Due sul pianerottolo, luego con Carlo Dapporto en Risate in salotto, interpretar en pareja en 1999, con Fabio Testi La strada, una adaptación de la película de Federico Fellini, con un guion escrito por Tullio Pinelli y Ennio Flaiano dirigido por Filippo Crivelli.
En 1979 participó en la preselección de Suiza para el festival de Eurovisión, quedando en cuarto lugar.
Fue una de las pocas intérpretes italianas en conocer una fama internacional: famosa en Brasil, España,  Argentina y en otros países de lengua española y en Alemania, es una de las pocas intérpretes italianas en entrar en las listas británicas y estadounidenses con «Remember me (L'amore mio)», de modo que desde 1965 hasta 1967 fue a menudo una invitada del Show de Ed Sullivan.

## Discografía de Italia

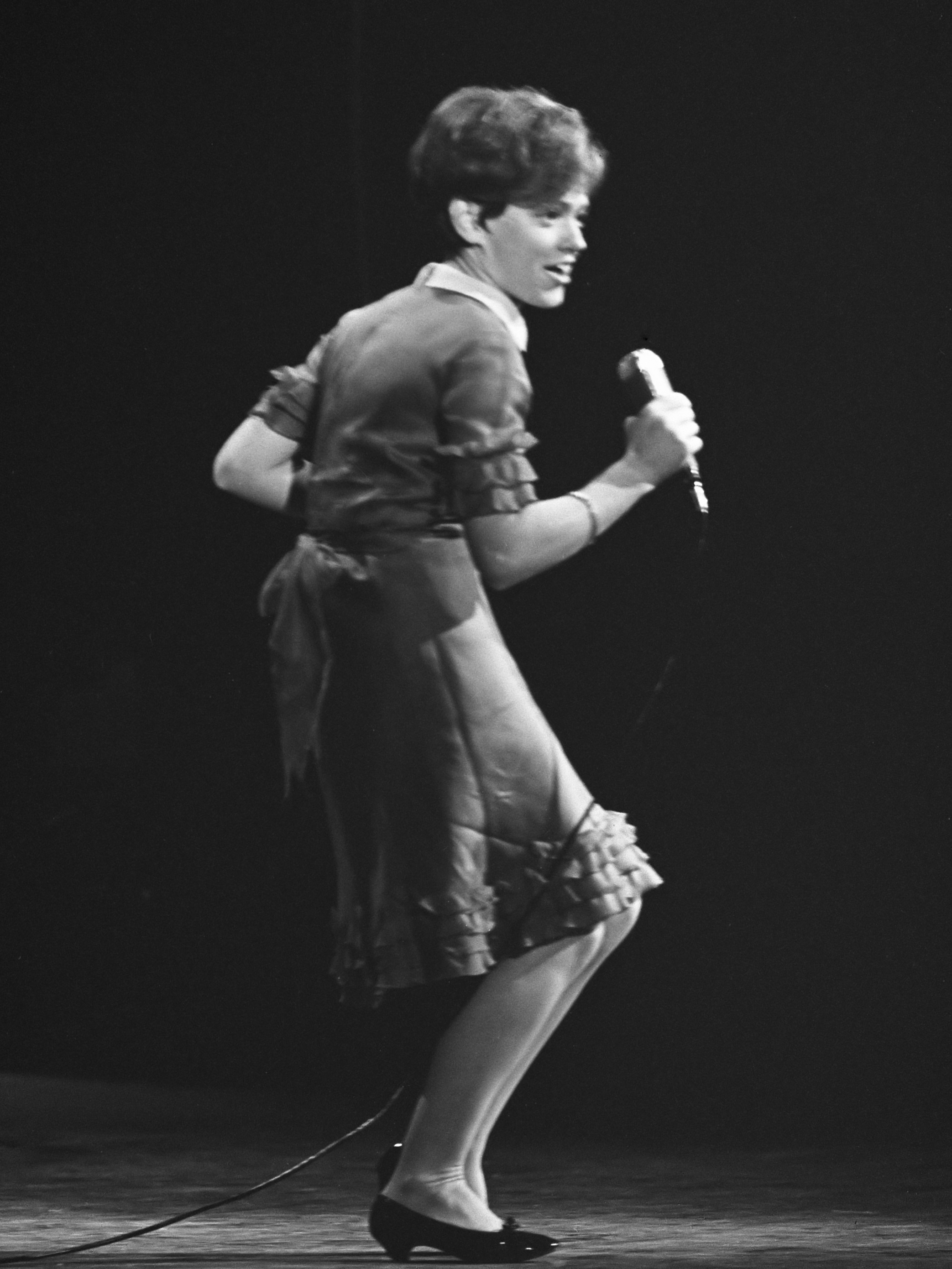
Rita Pavone (1965)

- Rita Pavone (1963, relanzado en formato CD en 2003)
- Non è facile avere 18 anni (1964)
- Il giornalino di Gianburrasca (1965)
- Stasera Rita (1965)
- È nata una stella (1966, compilation)
- Ci vuole poco (1967)
- Little Rita nel West (1968)
- Rita 70
- Viaggio a Ritaland (1970)
- Gli Italiani vogliono cantare (1972)
- Rita per tutti (1975)
- Rita ed io (1976)
- R.P. (1980)
- Dimensione donna (1985)
- Gemma e le altre (1989)
- Maggio (1994)
- Il mio mondo (1997)
- raRita (2020)

### Discografía de EE. UU.
- Rita Pavone - The international teenage sensation (1964)
- Small Wonder (1964)
- This is Rita Pavone (1965)

### Simples RCA 1963-1968
- "La Partita di Pallone /Amore Twist" (1963)
- "Come te non c'è nessuno/Clementine Cherie" (1963)
- "Alla mia età /Pel di carota"
- "Cuore/Il Ballo del Mattone" (1963)
- "Non è facile avere 18 anni / Son finite le vacanze" (1964)
- "Che m'importa del mondo /Datemi un martello" (1964)
- "Scrivi/ Ti vorrei parlare" (1964)
- "L'amore mio / San Francesco" (1964)
- "Viva la pappa col pomodoro /Sei la mamma" (1965)
- "Lui/La forza di lasciarti" (1965)
- "Il Plip /Supercalifragilispiespiralidoso" (1965)
- "Stasera con te /Solo tu" (1965)
- "Il geghegè / Qui ritornerà" (1965)
- "Fortissimo /La sai troppo lunga" (1966)
- "Mamma dammi la panna / Col chicco" (1966)
- "La zanzara / Perchè due non fa tre" (1966)
- "Dove non so / Gira Gira" (1966)
- "Una notte intera /Questo nostro amore" (1967)
- "Una notte intera" promo jolly hotels
- "I tre porcellini/Con un poco di zucchero" (1967)
- "Non dimenticar le mie parole/Da cosa nasce cosa" (1967)
- "Tu sei come / Ma che te ne fai" (1968)